# حنا بين دوف
حنا بين دوف (بالعبرية: חנה בן דב‏) هي رسامة إسرائيلية، ولدت في 19 فبراير 1919 في القدس في إسرائيل، وتوفيت في 3 مارس 2009 في Nogent-sur-Marne ‏.